# Debet (roman)
Debet is een roman van Saskia Noort uit 2013. Het boek is qua verhaallijn de opvolger van haar roman uit 2004 De eetclub. Centraal in dit tweede deel staat het verongelukken van televisieproducent Michel Brouwer. Het is raadzaam eerst de gebeurtenissen en personen uit De eetclub weer voor de geest te halen.

## Verhaal
De hoofdpersonen staan vermeld op de rouwadvertentie van Michel Willem Anthonie Brouwers.
- Michel Willem Anthonie Brouwers, (9 mei 1962-17 november 2012). Hij laat weduwe Karen Van de Made en dochters Annabelle en Sophie achter. Ze wonen in een riante villa aan de Torenlaan 55 te Blaricum. Karen vertelt het boek aan de lezers en is met haar 45 jaar wederom de hoofdpersoon.
- Kees Bijlsma en Janine van Dam. Angela is inmiddels gescheiden van Kees en deelt met hem de zorg over hun kinderen, Lotte, Daan en Joep. Ze woont in de voorlopig onverkoopbare echtelijke villa in  Bergen, waar ze met een Bed and breakfast bedrijfje de financiële gaten probeert te stoppen. Angela staat niet op de rouwadvertentie, maar stuurt Karen een persoonlijk kaartje.
- Patricia en Simon Vogel. Ze wonen met hun drie zonen Thom, Thies en Thieu in een nieuwgebouwd droomhuis in Bergen. De financiële crisis lijkt aan hen voorbij te gaan. Maar over de Quote 500 wordt in het boek niet meer gerept.
- Ivo Smit en Amanda Coolen. Na de dood van Hanneke is Ivo hertrouwd met Amanda. Samen hebben ze de zorg voor Mees en Anna, de kinderen uit het eerste huwelijk.
- Babette Struyk, weduwe van Evert. Ze is inmiddels veroordeeld wegens de dood van Evert en Hanneke en haar moordaanslag op Karen in het motel Akersloot. Na een gevangenisstraf van 3 jaar is ze opgenomen in een Tbs-kliniek Ze staat niet op de officiële rouwadvertentie namens “De eetclub”, maar op een kleine advertentie samen met haar zonen Beau en Luuk.

In een reeds gladde novembernacht verongelukt tv-producent Michel Brouwer bij de Duitse stad Oberhausen met een snelheid van 180km per uur en te veel alcohol in zijn bloed. Weduwe Karen komt na bijna 10 jaar relatieve rust bij de notaris weer oog in oog te staan met de zakenpartners van haar man, vertegenwoordigd door Ivo. Een  testament is volgens de plaatselijke notaris een persoonlijk document. Michel heeft in zijn testament vrouw en kinderen onterfd, maar door een ragfijn spel weet Ivo de weduwe toch nog met een privéschuld van 300.000 euro op te zadelen. De levensverzekering betaalt wegens te hoge snelheid en drank niet uit.
Karen beseft dat ze debet staat; in de schuld. Ze gaat zoeken in de bescheiden van Michel en vindt een aantal bruikbare codes en wat cocaïne. Verder een Iphone en een  Blackberry. Ze ontdekt ook een tas in haar huis met 900.000 euro in coupures van 200 euro. Met wat geld weet ze door nieuwe apparatuur te kopen alsnog de gegevens te ontsluiten. Simon Vogel duikt weer op en verkoopt binnen één week de villa in Blaricum en installeert Karen en haar dochters in een flatje te Bergen aan de Ruïnelaan. Terwijl de kinderen enthousiast worden opgenomen door de leeftijdgenoten uit de vroegere eetclub, draait Karen compleet door. Ze bezoekt Babette die haar de sleutel overhandigt van al haar problemen met de tekst:
“Je kunt de eetclub niet achter je laten”
In Bergen probeert Karen steun te vinden bij Angela. Maar ze merkt dat ze moet kiezen tussen de eetclub en Angela. Laatstgenoemde ligt eruit. Simon laat de villa in Blaricum binnenstebuiten keren maar vindt niet wat hij zoekt. Ivo smeekt tijdens het grote kerstfeest bij Patricia&Simon om het geld maar vooral om de schaduwboekhouding die zoek is. Karen vindt de schaduwboekhouding in een Amsterdams schuurtje bij Michel zijn laatste vriendin Claire en komt zo onder nog grotere spanning te staan. Als haar dochters logeren bij vrienden in Blaricum geeft ze zich over aan Simon Vogel en ze vrijen al hun spanningen van zich af. Na het uitlaten van haar hond ligt Simon dood in haar flatje en zijn de 900.000 euro uit de vriezer verdwenen. De 9 omhullende kippen liggen er nog.
Na de dood van Simon neemt Patricia de leiding over. Ze vertrouwt Karen toe dat haar vader Joop al die jaren de baas van Simon was. De schaduwboekhouding moet terug. Haar klusjesman André Nagel probeert samen met Patricia Karen zelfmoord te laten plegen, maar ze weet te ontsnappen. Aan het eind van het boek lijkt het erop dat Angela de 9 kippen met 900.000 euro in de vriezer van Karen had gevonden en met het geld ontsnapt is naar  Ibiza.
Op de laatste twee pagina’s staan de eisen op 23 september 2013 van de Officier van justitie vermeld tegen de verdachten:
- Joop van der Kooij. Is ooit met niets begonnen. Na betaling van 45 miljoen euro volgt er alsnog een eis van 11 jaar als hoofd van de criminele organisatie; de Brotherhoodfraude.
- Patricia Vogel-van der Kooij, zijn dochter, 8 jaar plus tbs wegens aanzetten tot moord op Simon en poging tot moord op Karen.
- Ivo Smit (“Pa Kassa”) en Kees Bijlsma allebei een eis van 3 jaar wegens witwassen en lidmaatschap criminele organisatie.

De moordzaak op Hanneke Lemstra wordt heropend. Getuige Karen stond hoogzwanger in de rechtszaal.